# La espada del inmortal (película)
La espada del inmortal (en japonés: 無限の住人, Mugen No Jūnin?) también conocida como Blade of the Immortal, es una película de samuráis de 2017, protagonizada por Takuya Kimura y Hana Sugisaki y dirigida por Takashi Miike. Está basada en una exitosa serie manga creada por Hiroaki Samura. La narrativa se centra en un samurái inmortal llamado Manji que se convierte en el guardaespaldas de un adolescente huérfano llamado Rin Asano, mientras emprenden un viaje de venganza contra los miembros de la escuela Ittō-ryū, los cuales mataron a los padres del niño.
Miike exploró diferentes temas de la historia, como la venganza, pero de una manera más compleja, ya que veía a Manji como un "héroe oscuro". El director eligió a Takuya Kimura para el papel de Manji debido a la popularidad del actor y a su experiencia cinematográfica, que consideró similar a lo que se ve en el manga.Sugisaki, por otro lado, fue elegida por su enérgico papel en un anuncio.
 La película se estrenó fuera de competición en el Festival Internacional de Cine de Cannes de 2017. 

## Argumento
Manji es un samurái que huye tras matar a su corrupto señor y a sus seis guardaespaldas, incluyendo entre ellos al esposo de su hermana Machi, quien a causa de esta muerte pierde la razón. Manji decide cuidar de su hermana Machi, ahora demente. Durante su huida conoce a una monja de 800 años llamada Yaobikuni, poco antes de que su hermana sea secuestrada por un grupo de rōnin que buscan la recompensa que hay por la cabeza de Manji. A pesar de que Manji accede a las exigencias de los rōnin, estos proceden a matar a Machi. En represalia, Manji mata a todos los miembros de la banda antes de desplomarse, mortalmente herido. Como no le quedaba nada por lo que vivir, acepta su muerte, pero Yaobikuni le implanta kessen-chu "gusanos de sangre sagrados" en el cuerpo, lo que hace que sus heridas sanen rápidamente.
Cincuenta y dos años después, Manji que se convirtió en inmortal, es abordado por Rin Asano, quien solicita su ayuda como guardaespaldas para poder vengar la muerte de su padre Kurose y el secuestro de su madre, a manos de Kagehisa Anotsu de la escuela de artes marciales Ittō-ryū. Después de negarse inicialmente, cambia de opinión cuando Rin es atacada por Sabato Kuroi, un miembro del Ittō-ryū, que lleva la cabeza cortada de la madre de Rin colocada en su hombro izquierdo.
A partir de aquí los dos se embarcan en una extensa venganza contra el Ittō-ryū y, mientras Manji comienza a batirse en duelo con sus miembros, el líder Kagehisa Anotsu firma un contrato con Kagimura Habaki para asegurarse una lucrativa y poderosa posición con el shogun.

## Reparto
- Takuya Kimura (木村 拓哉, Kimura Takuya?) como Manji (卍)
 Es un antiguo samurái que sirvió a un hatamoto corrupto llamado Horii Shigenobu, antes de asesinarlo. Marcado como proscrito, se ganó el epíteto de "Asesino de los Cien Hombres" antes de recibir la inmortalidad de la monja Yaobikuni, de ochocientos años, mediante gusanos de sangre kessen-chu. Obligado a matar a mil hombres malvados para expiar su pasado, protege a regañadientes a Rin Asano, en el que encuentra paralelismos con su difunta hermana. Un luchador hábil pero poco convencional, Manji emplea múltiples armas ocultas, como las espadas Shidō e Imo-no-Kami Tatsumasa, las guadañas encadenadas Mumei y el rompeespadas Kotengu. Paradójicamente sufre una frustración debida a su inmortalidad, que le hace disminuir su disciplina con la espada.

- Hana Sugisaki (杉咲 花, Sugisaki Hana?) como Rin Asano (浅野 凛) / Machi.
 Es la única superviviente de la masacre de Ittō-ryū y la heredera de la escuela de espadas Mutenichi-ryū. Aunque posee habilidades moderadas con la espada, su ardiente deseo de venganza la lleva a contratar a Manji como su guardaespaldas. Inicialmente es ingenua e inmadura, pero con el tiempo se vuelve más fuerte, más inteligente y más independiente. Rin lleva tres armas: la espada china Kutune Shirka en una vaina toju, una daga tantō y cuchillos arrojadizos llamados Ogunchu. Su armamento poco convencional y su estilo de lucha atraen las críticas de Anotsu Kagehisa, quien afirma que se parece más a la Ittō-ryū que a su propia escuela. Durante su viaje, Rin, desarrolla sentimientos románticos no correspondidos por Manji.

- Sota Fukushi (福士 蒼汰, Fukushi Sōta?) como Kagehisa Anotsu (天津 影久)
Es el líder de la Ittō-ryū, una escuela de espadas que prioriza la letalidad práctica sobre las formas tradicionales. Entrenado por su abuelo, un espadachín caído en desgracia, demuestra una habilidad excepcional con su característica hacha Kabutsuchi de estilo nepalí y una espada a juego, de uso menos frecuente. Siguiendo los deseos de su abuelo, se propuso eliminar las barreras entre todas las escuelas de artes marciales y, como primer paso, atacó el dojo Mutenichi-ryū, matando a todos los estudiantes y a su líder, el padre de Rin, Takayoshi Asano.

- Shinnosuke Mitsushima (満島 真之介, Mitsushima Shinnosuke?) como Taito Magatsu (凶 戴斗)
Se encuentra entre los espadachines más hábiles de la Ittō-ryū. Un campesino que se dedicó a la esgrima tras el asesinato de su hermana, por parte de un samurái. Utiliza una espada llamada el Gran Turco, que presenta tres hojas. Una hoja principal de estilo gladius, una espada corta secundaria oculta en la empuñadura y una daga con forma de punta de lanza oculta en la segunda hoja. Aunque inicialmente se alió con Kagehisa Anotsu y ayudó en la masacre de la familia Asano, Taito abandona la Ittō-ryū cuando esta se alinea con el shogunato, manteniendo lazos personales a la vez que se opone al gobierno. Su afán por vengar a su amante O-Ren lo lleva a repetidos enfrentamientos con Shira, que culminan en su batalla final. Tras estos acontecimientos, se reincorpora a la Ittō-ryū, manteniendo una precaria alianza con Manji.

- Erika Toda (戸田 恵梨香, Toda Erika?) como Makie Otono-Tachibana (乙橘 槇絵)
Es una maestra espadachina cuya habilidad excepcional iguala a la de Kagehisa Anotsu. Nacida en una familia de samuráis, hereda el formidable talento de su clan para la esgrima, pero ella y su madre fueron repudiadas después de que derrotara a su hermano en combate. Terminó convirtiéndose en geisha después de que Anotsu comprerá su libertad. Su arma característica, el bastón de doble hoja Haru-no-Okina, permanece oculta dentro de un shamisen.

- Kazuki Kitamura (北村 一輝, Kitamura Kazuki?) como Sabato Kuroi (黒衣 鯖人)
Maestro espadachín de Ittō-ryū entrenado por Saburō Anotsu. Tiene una sensibilidad sádica y cree que la forma definitiva de expresar el amor por una mujer, es a través de la muerte. Esta inquietante forma de pensar, le hace preservar las cabezas de su difunta esposa y de la madre de Rin. Mediante la taxidermia, las lleva colocadas sobre sus hombros. Su estilo de combate incorpora dos shuriken llamados karasu, además de una gran habilidad con la katana.

- Ichikawa Ebizō XI (十三代目 市川 團十郎, Jyūsandaime Ichikawa Danjūrō?) como Eiku Shizuma (閑馬永空)
Es un espadachín inmortal que viste el tradicional sombrero de cesta de un monje komusō. Al igual que Manji, posee gusanos de sangre kessen-chu concedidos durante el período Muromachi, lo que le otorga más de doscientos años. Empuña armas envenenadas, una daga y un sable ambos llamados Inoue Shinkai Kosatsu (Matagusanos), recubiertos con la toxina kessen-satsu, que les impide regenerar las heridas en el cuerpo. Aspiraba a dominar el mundo, e intentó reclutar a Manji, sin éxito.

- Min Tanaka (田中泯, Tanaka Min?) como Kagimura Habaki (吐 鉤群)
Es el nuevo secretario jefe del shogunato, mientras lidera en secreto el Mugai-ryū como, posteriormente, el Rokki-Dan. Orquestó la masacre del Ittō-ryū durante su supuesta incorporación al Banshu. Tiene una enorme habilidad con la espada y es un maestro del Iaijutsu. Posee una katana tachi con un dragón grabado en la empuñadura.

- Chiaki Kuriyama (栗山 千明, Kuriyama Chiaki?) como Hyakurin (百琳)
Es una asesina rubia teniente del Mugai-ryū, que se une tras matar a su abusivo marido, quien asesinó a sus dos hijos. Esta especializada en venenos y maneja la Burafuma, una ballesta plegable de muñeca con virotes envenenados y hojas ocultas. Sus habilidades se basan en el sigilo y la velocidad, más que en la habilidad con la espada o la fuerza. Hyakurin es secuestrada, torturada y violada. Tras quedar embarazada, abandona el Mugai-ryū gracias a Giichi.

- Hayato Ichihara (市原 隼人, Ichihara Hayato?) como Shira (尸良)
Es un sádico asesino del Mugai-ryū que tortura a sus víctimas por placer. Tras asesinar a O-Ren y mutilar a los cómplices de Anotsu, pierde una mano al enfrentarse a Manji. El trauma le blanquea el cabello y lo impulsa a tallar y afilar los huesos de su brazo, como si fuesen cuchillas. Traiciona al Mugai-ryū, causando la muerte de Shinriji y la captura de Hyakurin. Shira empuña un ninjatō dentado, diseñado para maximizar el sufrimiento de sus adversarios.

- Tsutomu Yamazaki (山崎 努, Yamazaki Tsutomu?) como Kensui Ibane (伊羽 研水)
Es el sensei del Shingyoto-ryū en la provincia de Kaga y comparte una línea filosófica con el Ittō-ryū. Ofrece a Anotsu su dōjō a cambio de que se case con su hija adoptiva Hisoka, pero posteriormente lo traiciona debido a la presión del bakufu.

- Ken Kaneko (金子 賢, Kaneko Ken?) como Shido Hishiyasu (司戸 菱安)
Lidera la infame banda ronin del Shinsengumi. Tras el asesinato de su hermano menor por parte de Manji, Hishiyasu secuestra a Machi, su hermana, para usarla como cebo para vengarse. Hishiyasu empuña espadas dentadas distintivas, marcadas con ácido en sus tsubas.

- Yoko Yamamoto (山本 陽子, Yamamoto Yōko?) como Yaobikuni (八百比丘尼)
Una monja de ochocientos años con tatuajes faciales en espiral, posee los mismos gusanos de sangre kessen-chu que les transmitió a Manji y Shizuma. Se encuentra con Rin Asano en la tumba de su padre y le ordena que reclute a Manji como su protector.

- Masayuki Deai (出合 正幸, Deai Masayuki?) como Uruma (宇留間 役)
Un espadachín sereno con la cabeza rapada del Ittō-ryū. Tiene predilección por fumar en Kiseru y lleva un arma gigante parecida a un corquete llamada Ondeko-bachi, y una cadena con púas para inmovilizar a sus oponentes.

- Takashi Kitadai (北代高士, Kitadai Takashi?) como Giichi (偽一)
Conocido como el asesino más letal del Mugai-ryū después de Shira. Un antiguo carpintero de barcos, que recurrió al crimen para poder financiar la atención médica de su hijo Tojiro, antes de ser reclutado por Kagimura. Su destreza en el combate se cobra 59 vidas del Ittō-ryū, lo que le valió una libertad que pierde el significado cuando Tojiro muere. Maneja el Mito-no-Kami de Kanetsura, una herramienta agrícola modificada que funciona como un arma de cadena con cuchillas. Después de la disolución del Mugai-ryū, Rin y Hyakurin lo encuentran viviendo entre los burakumin. Aunque está destrozado emocionalmente, interviene cuando Hyakurin intenta interrumpir su embarazo, y finalmente cría a su hijo.

- Yoshiyuki Yamaguchi (山口祥行, Yamaguchi Yoshiyuki?) como Morozumi Chogo (Hiedra octogonal cinco) (八角蔦五（もろずみ ちょうご）)
Vicecomandante del Ittou-ryu. Confunde a Shira, que lo ha estado siguiendo, con Manji y lo ataca, pero muere cuando le cortan los brazos y la cabeza. En la versión anime, su nombre está cambiado a Yakaku Tobigo.

- Chikara Motoyama (本山力, Motoyama Chikara?) como Hanada (花田)
Un espadachín de pelo largo que lleva gafas de sol asimétricas y que evita la luz del sol. Pertenece al Ittō-ryū y empuña el Enchū-maru, unas espadas estrechas con extensiones de hoja curvas y rectas que requieren golpes precisos para matar.

- Chika Katō (加藤千果, Katō Chika?) como Amor (お恋)
Una prostituta en Yukimachi, un burdel con estrechos vínculos con el Ittou-ryu. Trabaja para poder pagar las medicinas de su madre y fue torturada y brutalmente asesinada por Shira.

- Renji Ishibashi (石橋 蓮司, Ishibashi Renji?) como Sosuke Abayama (阿葉山宗介)
Segundo al mando del Ittō-ryū. Combina una formidable habilidad con la espada con una gran perspicacia administrativa. A pesar de su edad y de la falta del brazo derecho, sigue siendo uno de los luchadores más hábiles del grupo. Para el combate emplea un híbrido de daga y machete oculto, además de tres cadenas en lugar de su extremidad ausente. En apariciones posteriores se muestra con una salud deteriorada, al cuidado de su nieta, y como uno de los pocos supervivientes del Ittō-ryū.

- Masanobu Katsumura (勝村政信, Katsumura Masanobu?) como Takayoshi Asano (浅野虎厳)
Padre de Rin y maestro del Mutenichi-ryu. Fue asesinado la noche del decimocuarto cumpleaños de Rin, cuando el Ittou-ryu atacó el dōjō.

- Sei Matobu (真飛 聖, Matobu Sei?) como Toki Asano (浅野時)
Madre de Rin. La noche en que el Mutenichi-ryu fue destruido, ella fue violada por miembros del Ittou-ryu justo delante de Rin y luego secuestrada. Más tarde fue asesinada, y su cabeza disecada fue cosida en el hombro izquierdo de Sabato Kuroi.

- Takuma Otoo (音尾琢真, Otoo Takuma?) como Saburo Amatsu (天津三郎)
Exdirector de la escuela Ittou-ryu. Fue uno de los mejores espadachines de la escuela Mutenichi-ryu.

- Shima Ōnishi (大西信満, Ōnishi Shima?) como Takayuki Asano (浅野虎行)
Abuelo de Rin. Tras la excomunión de Saburo Amatsu, adquirió el dominio completo del estilo Mutenichi-ryu.

- Kazuto Seike (清家一斗, Seike Kazuto?) como Saikawaya (賽河屋（さいかわや）)

- Takahiro Hotta (堀田貴裕, Hotta Takahiro?) como Saikawaya (賽河屋)
Los Saikawaya son un par de espadachines del Ittou-ryu que normalmente regentan una farmacia.

- Takuma Hiraoka (平岡 拓真, Hiraoka Takuma?) como Makoto (真琴)
Un ex prostituto, que se infiltra en el Ittō-ryū como espía del Mugai-ryū.

- Chisun (金智順?) como 静（せい） (Traducción literal: Tranquila?)

- Seizō Fukumoto (福本 清三, Fukumoto Seizō?) como el forjador de espadas (刀鍛冶)

- Satoshi Niizuma (新妻 聡, Niizuma Satoshi?) como 火瓦（ひが） (Traducción literal: Azulejo de fuego?)
Un espadachín con dos espadas y una tela similar a un turbante en la cabeza. Blande una gran espada recta tropical llamada Kamujin y una espada japonesa llamada Sukehiro Amatsubaki con una tsuba de forma única.

- Takahiro Kuroishi (黒石高大, Takahiro Kuroishi?) como subordinado de Tsukasa (司戸の手下)

- Ryūji Kasahara (笠原竜司, Kasahara Ryūji?) como subordinado de Tsukasa (司戸の手下)

- Wataru Ichinose (一ノ瀬ワタル, Ichinose Wataru?) como subordinado de Tsukasa (司戸の手下)

- Tadayoshi Kobashi (小橋正佳, Kobashi Tadayoshi?)  como subordinado de Tsukasa (司戸の手下)

- Gôichi Natsuyama (夏山剛一, Natsuyama Gôichi?) como subordinado de Tsukasa (司戸の手下)

- Hideko Sono (園英子, Sono Hideko?)

## Otros créditos
- Producido por: Masami Takahashi, Keiji Kameyama, Osamu Yoshiba, Peter Watson, Tae-Sung Jeong, Toshiaki Okuno, Nao Okawa y Osamu Aranami.

- Productor ejecutivo: Hiroyoshi Koiwai.
- Producción: Misako Saka, Shigeji Maeda y Jeremy Thomas.
- Iluminación: Yoshi Watabe (Yoshimi Watabe)
- Grabación de sonido: Jun Nakamura.
- Diseñador de producción (arte): Toshiyuki Matsumiya.
- Decoración: Hiroshi Kiwanami (Koji Kiwanami)
- Supervisor de edición de sonido: Masatoshi Katsumata.
- Diseño de vestuario: Yûya Maeda.
- Director de peluquería y maquillaje: Noboru Tomizawa.
- Maquillaje especial: Yûichi Matsui y Norihiro Miyoshi.
- Lucha con espadas (acrobacias): Keiji Tsujii y Masayoshi Deguchi.
- Caligrafía - Mika Okamoto.
- Maestro de armas especiales: Akira Sakamoto.
- Supervisora de casting: Yuji Kakizaki.
- Productor de casting: Tsuyoshi Sugino.
- Supervisor de seguridad: Kenichi Furuya.
- Productores de línea: Tomoyuki Imai y Shinya Zenda.
- Asistente de dirección: Ryûsuke Kurahashi.
- Gerente de producción: Tomonori Aoki.
- Supervisora de efectos visuales: Kaori Ohtagaki (Kaori Ôtagaki)
- Supervisor de composición (OLM Digital): Satoshi Hashimoto.
- Coordinador de efectos visuales (OLM Digital): Kai Kawade.
- Cooperación en planificación: Mikihiko Hirata y Jungo Maruta.
- Supervisor de planificación: Akira Kanai y Toru Kitajima (Departamento Editorial de "Gekkan Afternoon" de Kōdansha)
- Análisis del guion: Yasu Tanaka.
- Cooperación de producción: Rakueisha y Toei Kyoto Studio.

## Production

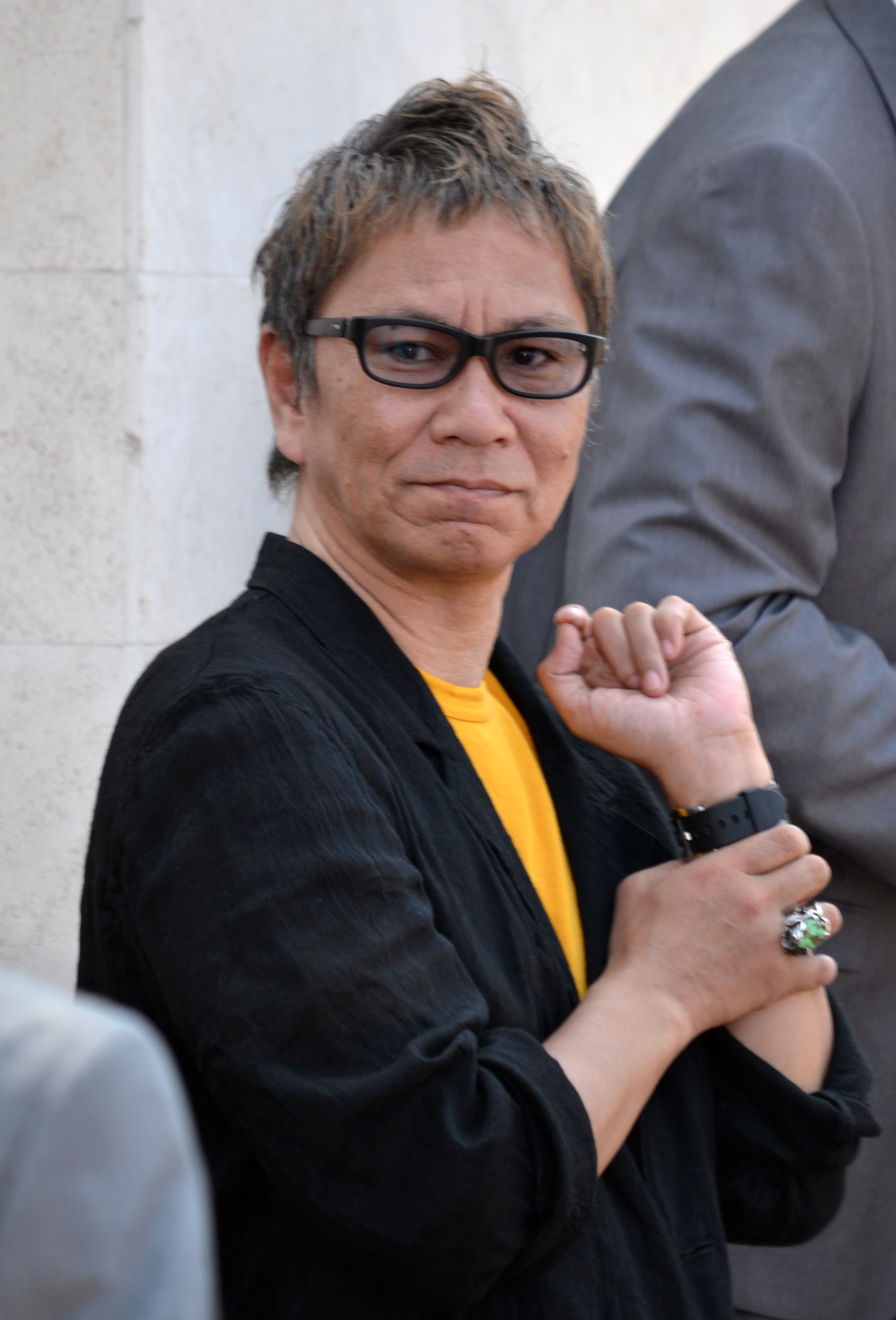
El director Takashi Miike alcanzó su trabajo número 100 con esta la película.

La película fue producida y anunciada como la número 100 en la carrera de Takashi Miike, el cual desconocía este dato, ya que afirma que siempre ha estado ocupado desarrollando películas, pero que se sintió satisfecho conociendo que La espada del inmortal alcanzara el número 100.Miike quería hacer una película de samuráis, debido a la escasez de este género en Japón.
Miike señaló que uno de los mayores desafíos que tuvo al adaptar el manga fueron, la gran cantidad de personajes que aparecen en la historia y la frecuente ausencia de Manji. Por ello Miike decidió que debía condensar la trama del manga, para poder crear una historia más cinematográfica. Le atrajo el trabajo de Hiroaki Samura por su manejo de los personajes, como el de los villanos que presentan una caracterización muy realista, la presencia de Manji como "héroe oscuro" y el detallado trabajo artístico. La escena de lucha final se desarrolló en Kioto, y fue la parte más difícil de realizar para el estudio. Miike también comentó, que todos los actores se entregaron a sus personajes durante el rodaje de la película.
Miike eligió a Takuya Kimura para el papel principal porque pensó que era el más preparado debido a su vida personal, y a sus diferencias con los demás miembros del grupo musical SMAP. Además, Kimura era muy popular en Japón, y consideró que su fama atraería a un público más amplio. Miike recibió críticas negativas de sus compañeros de trabajo, los cuales afirmaban que el actor no estaba preparado para interpretar el papel de Manji. Sin embargo, Miike seguía pensando que, debido a la experiencia de Kimura en el cine, era el adecuado para el papel principal.
Kimura sufrió una lesión bastante grave durante el rodaje, lo que le impidió caminar durante varios días.Miike eligió a Hana Sugisaki para interpretar a Rin Asano, basándose en un anuncio de televisión de comida china instantánea. Consideró que la actuación de la actriz en el anuncio, era puro entusiasmo.

## Lanzamiento
La película se estrenó el 29 de abril de 2017 en los cines en Japón por Warner Bros. Japan.Se sugirió que el débil desempeño de taquilla de la película podría deberse a la disolución del grupo musical SMAP, del cual formaba parte el actor Takuya Kimura.La película se estrenó fuera de competición en el 70.º Festival Internacional de Cine de Cannes el 18 de mayo de 2017, y en los meses posteriores paso por unos 20 festivales de cine de todo el mundo. En España se estrenó en el 50.º Festival de cine de sitges en octubre de 2017, junto a The Mole Song 2: Hong Kong Capriccio y Jojo Bizarre Adventure: Diamond Is Unbreakable, ambas también dirigidas por Takashi Miike.

### Medios domésticos
Fue lanzada en Japón en DVD y Blu-ray el 8 de noviembre de 2017, por Warner Home Video en dos ediciones diferentes:
- Blade of the Immortal (Standard Edition) (無限の住人＜通常版＞?) (1 disco) versión en DVD y Blu-ray.[13]
  - Tráiler, anuncio especial, noticias especiales para la web y Elenco (menú)
- Blade of the Immortal Blu-ray & DVD Set Premium Edition (無限の住人 ブルーレイ&DVDセット プレミアム・エディション?) (3 discos) Blu-ray y DVD.[14]
  - Disco 1: Película en DVD (141 minutos) (igual que la versión estándar)
  - Disco 2: Película en Blu-ray (2D) (141 minutos) (igual que la versión estándar)
  - Disco 3: Material adicional en DVD. (Aproximadamente 165 min.)
    - Making of y entrevistas: Takuya Kimura (Manji) (aprox. 28 min.) , elenco estelar (aprox. 56 min.), Manji vs. 300 personas (aprox. 18 min.) y vs. 100 personas (aprox. 6 min.)
    - Recopilación de videos del eventos: Conferencia de prensa para anunciar la finalización, saludos en el escenario del estreno en Kioto, saludos en el escenario del estreno en Japón, saludo en el escenario del día de apertura y Blade of the Immortal en el 70.º Festival Internacional de Cine de Cannes.
    - PV del personaje: Versión del hermoso espadachín de sangre fría, versión de la trama, versión todavía te amo, versión proteger absolutamente y versión del villano loco.
    - Spot de televisión (15 segundos, 30 segundos)

  - Postales (juego de 5)
  - Folleto (32 páginas)
  - Digipack de 3 caras.
  - Estuche incluido.

También fue lanzada en DVD y Blu-ray en otros países,por diferentes distribuidoras y con diferente material extra.En Estados Unidos, la película recaudó más de $830,000 en ventas de Blu-ray y DVD hasta abril de 2022.En España se pudo ver doblada, en castellano, a través de su distribución en las plataformas de streaming de Netflix y Prime Video.

## Recepción
Rouven Linnarz en una reseña para Asian Movie Pulse, escribió: «Es una película entretenida que muestra las cualidades que Miike ha adquirido a lo largo de los años: el ritmo trepidante, las raíces temáticas de la lealtad, la hermandad y el forastero, así como la aceptación de las contradicciones o ambigüedades de los personajes. Ofrece fantásticas secuencias de acción y magníficas actuaciones, y un director con ganas de más, ya que 100 no son suficientes. No para alguien como Takashi Miike».
Jordan Hoffman, de The Guardian, le dio a la película cuatro estrellas de cinco y comentó: «La diversión realmente brilla cuando la película se deleita con las armas extravagantes. Si vas a ver una película de samuráis excéntricos, y a veces nauseabunda con un baño de sangre este año, esta es la indicada».
Javier Cazallas en una reseña para Hobby Consolas, comentó: «Es una adaptación realmente notable. Cuenta con algunas escenas de combate más que dignas para disfrutar en pantalla y con una historia que, si bien es sencilla, y no nos va a hacer comernos la cabeza, tampoco nos va a hacer perder el interés. Si bien es cierto que se nos ha antojado un tanto repetitiva en algunos momentos, es el precio que hay que pagar al adaptar un manga de este tipo al formato de largometraje».

## Reconocimientos
| Premio                                        | Fecha de la ceremonia | Categoría                 | Nominado               | Resultado |
| --------------------------------------------- | --------------------- | ------------------------- | ---------------------- | --------- |
| 50.º Festival de Cine de Sitges               | 15 de octubre de 2017 | Mejor película            | La espada del inmortal | Nominada  |
| 12.º Asian Film Awards                        | 17 de marzo de 2018   | Mejor actriz de reparto   | Hana Sugisaki          | Nominada  |
| 12.º Asian Film Awards                        | 17 de marzo de 2018   | Mejor película de acción  | Blade of the Immortal  | Nominada  |
| 12.º Asian Film Awards                        | 17 de marzo de 2018   | Mejor diseño de vestuario | Yûya Maeda             | Nominado  |
| 13.º Asociación de Críticos de Cine de Austin | 8 de enero de 2018    | Mejor película extranjera | Blade of the Immortal  | Nominada  |

## Tema musical
La película contó con el tema musical Live to Die Another Day -存在証明-, interpretado por el guitarrista, cantautor, productor discográfico y actor japonés Miyavi, con quien Miike comentó que tiene una buena relación.La canción fue lanzada el 5 de abril de 2017 en el álbum recopilatorio All Time Best "Day 2", que también incluía una selección de temas nuevos. 

Además, ese mismo año Miyavi y Takashi Miike trabajaron juntos en la creación de un videoclip para la canción Dancing With My Fingers. El tema de Miyavi era una colaboración con el cantante Daichi Miura (三浦大知?) para su álbum Samurai Sessions Vol. 2, lanzado el 8 de noviembre de 2017.

## Manga
La espada del inmortal (無限の住人, Mugen no Jûnin?) es una serie manga escrita e ilustrada por Hiroaki Samura. Se publicó en la revista de manga seinen Gekkan Afternoon de Kōdansha, desde junio de 1993 hasta diciembre de 2012. Fue lanzada en 30 volúmenes tankōbon. En España fue publicado de forma parcial por Norma Editorial en 1997,y en 2003 por Glénat Editions / Editores de Tebeos cancelando la publicación en el número 29, siendo el número 30 lanzado por  Planeta Cómic en 2015.Volvió a lanzarse, esta vez completa, por Planeta Cómic del 17 de octubre de 2017 hasta el 27 de enero de 2021, en edición Kanzenban y con un total de 15  tomos.

También tuvo una secuela en Japón titulada Blade of the Immortal: Bakumatsu Arc (無限の住人 ～幕末ノ章～, Mugen no Jūnin: Bakumatsu no Shō?) que comenzó a publicarse en 2019 por Kōdansha, con un total 10 volúmenes. Fue escrita por Kenji Takigawa e ilustrada por Ryu Suenobu.

## Trabajos relacionados

### Anime
- La espada del inmortal (Blade of the Immortal) (無限の住人, Mugen no Jûnin?) serie de anime basada en el manga y estrenada en 2008 por Bee Train. Fue dirigida por Kōichi Mashimo, con un total de 13 capítulos trasmitidos en el canal de televisión japonés AT-X.[31]

- La espada del inmortal (Blade of the Immortal) (無限の住人-IMMORTAL-, Mugen no Jūnin: Immortal?) segunda adaptación al anime estrenada en 2019 por Liden Films, y distribuida por Amazon Prime Video. Fue dirigida por Hiroshi Hamasaki, con un total de 24 capítulos.[32]

### Nóvelas y otros libros
- Blade of the Immortal: Legend of the Sword Demon (無限の住人 刃獣異聞, Mugen no jūnin ha-jū ibun?) novela escrita por Junichi Ohsako, con ilustraciones de Hiroaki Samura. Fue publicada en Japón el 18 de julio de 2008 por Kōdansha. También tuvo una edición de bolsillo publicada el 21 de febrero de 2013 por Kodansha Ranobe Bunko (講談社ラノベ文庫, KODANSHA LIGHTNOVEL?).[33]Fue lanzada en Estados Unidos el 27 de enero de 2010 por Dark Horse.[34]

- Libro de postales La Espada del Inmortal: Treinta y dos fantasías (無限の住人ポストカードブック 三十二幻唱, Mugen no Jūnin Post Card Book?) publicado el 28 de marzo de 1996 por Kōdansha. Un libro de postales con 32 ilustraciones de la obra.[35]En España se lanzó en noviembre de 2006 por Glénat Editions / Editores de Tebeos, con el nombre de La Espada del Inmortal - Post Card Book, y dividido en dos volúmenes con 16 postales cada uno.[36]

- The Art of Blade of the Immortal (艶浪 「無限の住人」画集, Tsuya nami `mugen no jūnin' gashū?) publicado el 21 de junio de 2008 por Kōdansha. Contiene ilustraciones a color y dibujos a lápiz. Fue lanzado en Estados Unidos el 19 de mayo de 2010 por Dark Horse.[37]

- Blade of the Immortal: TV Animation Official Dokuhon (TV ANIMATION 無限の住人 BLADE OF THE IMMORTAL 公式読本?) publicado el 21 de noviembre de 2008 por Kōdansha. Guía oficial de la serie de animación. Incluye ajustes del dibujo, ajustes de color, guiones gráficos y más elementos exclusivos de la animación, además de entrevistas.[38]

### Teatro
La obra fue interpretada por primera vez por la compañía HeroHero Q Company ( 劇団ヘロヘロQカムパニー?)     en el Zenrosai Hall / Space Zero, del 11 al 17 de febrero de 2016.
- Guion: Tomohisa Shimada.
- Dirección: Tomokazu Seki.
- Colaboración en el guion: Shinichi Ono.
- Música: Hiromi Mizutani, Kenji Fujisawa. Departamento de producción de Atomic Monkey.[40]

Volvió a ser interpretada, esta vez con el nombre Blade of the Immortal: Final Chapter (無限の住人 完結編?), del 13 al 22 de mayo de 2018, por la compañía de teatro HeroHero Q Company en el Zenrosai Hall / Space Zero.
- Guion: Tomohisa Shimada y Tomokazu Seki.
- Dirección: Tomokazu Seki.
- Música: Hiromi Mizutani. Departamento de producción de Atomic Monkey.[42]

### Álbum
Blade of the Immortal Image Album (無限の住人 イメージアルバム, Mugen no jūnin imējiarubamu?) es un álbum de música lanzado por Pony Canyon el 20 de septiembre de 1996, realizado por la banda de hard rock y heavy metal Ningen Isu.Se presentó como un álbum conceptual del manga Blade of the Immortal, y se desarrolló a petición del autor original, Hiroaki Samura, reconocido fan de la banda y de grupos como Black Sabbath.

#### Componentes del álbum:
- Shinji Wajima: Guitarra, voz, armónica y Taishōgoto.
- Kenichi Suzuki: Bajo y voz.
- Iwao Tsuchiya: Batería, percusión y voz.
- Toshio Egawa (GERARD): Teclados.
- Takeshi Shinohara: Flauta y Ryūteki.

El 19 de agosto de 2020 tuvo una nueva reimpresión que contó con dos temas adicionales.

### Videojuego
- Blade of the Immortal: Rin and Manji no Kirisute Gomen (無限の住人 凛と卍の切り捨て御免?) es un juego para móviles, exclusivo para miembros, lanzado por Kōdansha en 2008. El juego está basado en el manga y te permite vivir la historia de Rin Asano y Manji.
Además, el personaje de Manji apareció como un personaje oculto en el videojuego Way of the Samurai de PlayStation 2, desarrollado por Acquire y publicado por Spike en 2002.

### Figuras
- Mugen no Juunin Emonoya 24 Hours Weapon Box (無限の住人 武器屋（えものや）24時間 武器コレクションフィギュア?) también conocidas como Blade of the Immortal Gunya 24 Hours His First Weapon Collection Figure, son figuras de las armas de los personajes de la serie manga.[46]Fueron 11 figuras en total supervisadas por Hiroaki Samura, lanzadas en 2006 en Japón por Boford Japan (ボーフォードジャパン?) [47]